# 31 de febrer

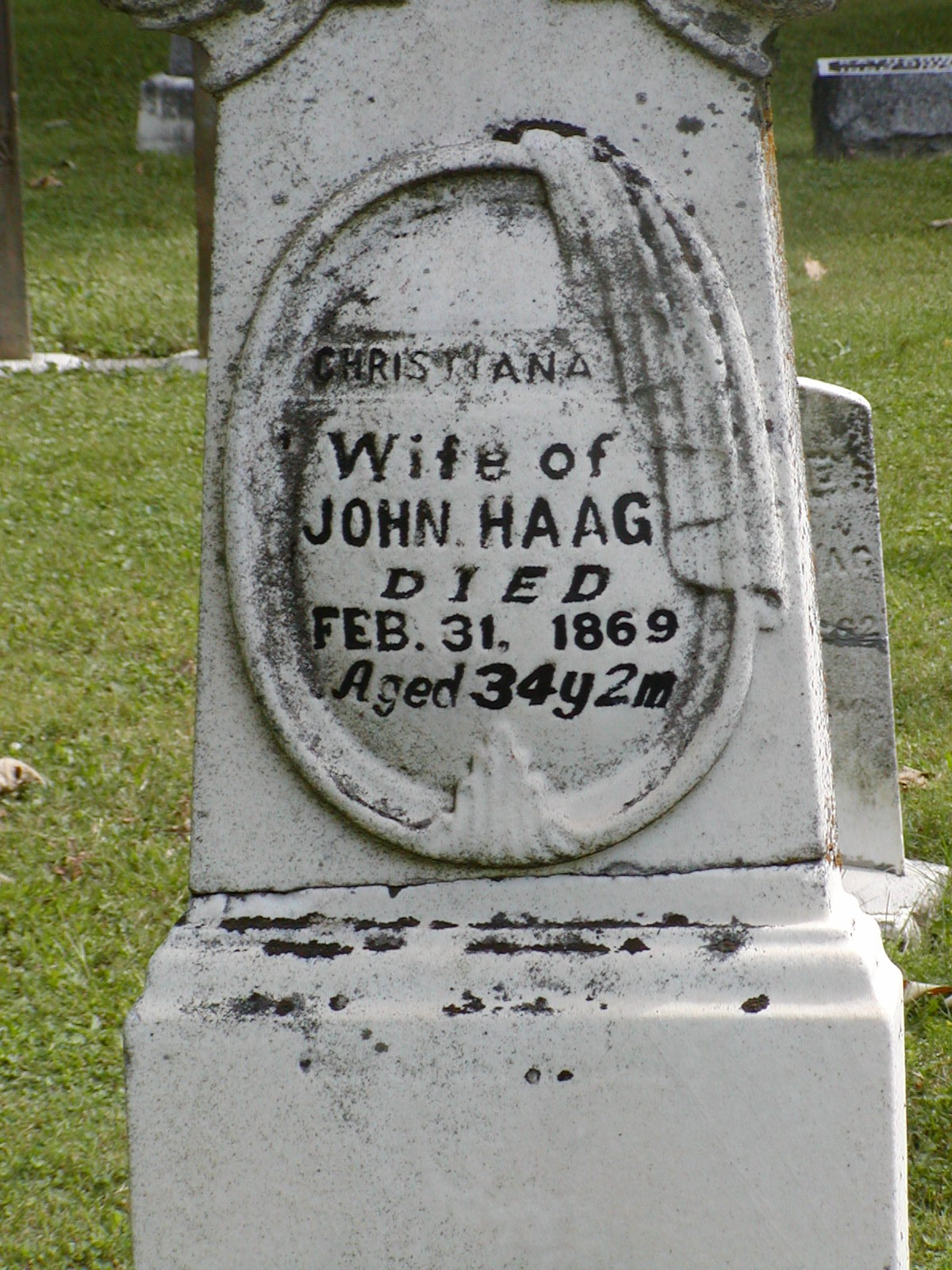
En aquesta làpida al Cementiri del Temple de l'Antiga Missió en Upper Sandusky, Ohio, s'aprecia la data de la mort de Christiana Haag: Febr. 31, 1869.

El 31 de febrer és una data fictícia que s'usa per a propòsits d'exemple.

## Ús
El 31 de febrer és una data fictícia, per a propòsits d'exemple, deixant clar en el context que la informació presentada és fictícia i no real. El 30 de febrer, de vegades, també és emprat amb aquesta finalitat; però ha d'anar-se amb compte perquè en alguns països, certs anys realment van tenir un 30 de febrer.
Tant el 31 com el 30 de febrer, tenen usos similars als noms genèrics, com en Tal o en Tal Altre.
A alguns llocs s'usa en context figuratiu o irònic per denotar alguna cosa que no ocorrerà mai (igual que l'expressió "quan les granotes tinguin pèls").

## Exemples d'ús
- Un episodi d'Alfred Hitchcock presents es titula "The Thirty-First of February" ("El 31 de febrer"). David Wayne interpreta a un home que, sota la sospita d'haver assassinat a la seva esposa, està sent intencionalment embogit per fer-ho confessar. El procés inclou tornar el calendari del seu escriptori repetidament al 4 de febrer, data de la mort de la seva esposa, i finalment canviar-ho a l'inexistent 31 de febrer.[1]